# Alcea rosulata
Alcea rosulata är en malvaväxtart som beskrevs av I. Riedl. Alcea rosulata ingår i släktet stockrosor, och familjen malvaväxter. Inga underarter finns listade i Catalogue of Life.